# Хосе Ернандес
Хосе Рафаель Ерна́ндес (ісп. José Rafael Hernández; нар. 10 листопада 1834, Вілья-Бальєстер — пом. 26 жовтня 1886, Бельграно) — аргентинський поет, журналіст і політичний діяч.

## Біографія
Народився 10 листопада 1834 на скотарській фермі в провінції Буенос-Айрес (Аргентина). З початком Громадянської війни в Аргентині  став на сторону Х. Х. де Уркіси, в провінції Коррієнтес займав посади прокурора, міністра фінансів, був сенатором.  1869 року заснував газету «Ріо де ла Плата».

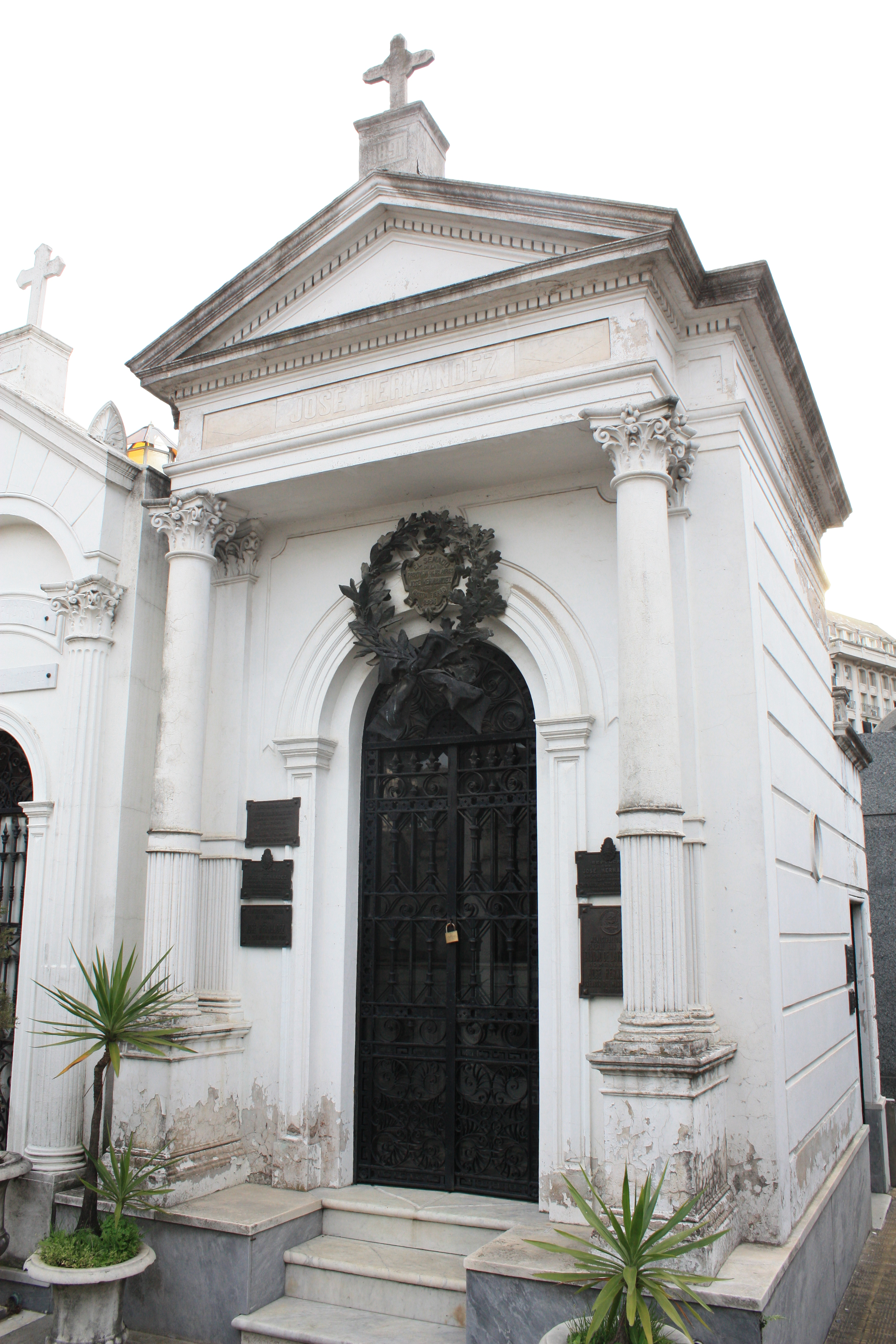
Місце поховання.

Після війни переїхав в Буенос-Айрес, де жив і працював довгий час. Помер 26 жовтня 1886 року в передмісті Буенос-Айреса Бельграно. Похований на цвинтарі Реколета.

## Творчість
Автор творів:
- «Старий і дівчина» (1863, поема);

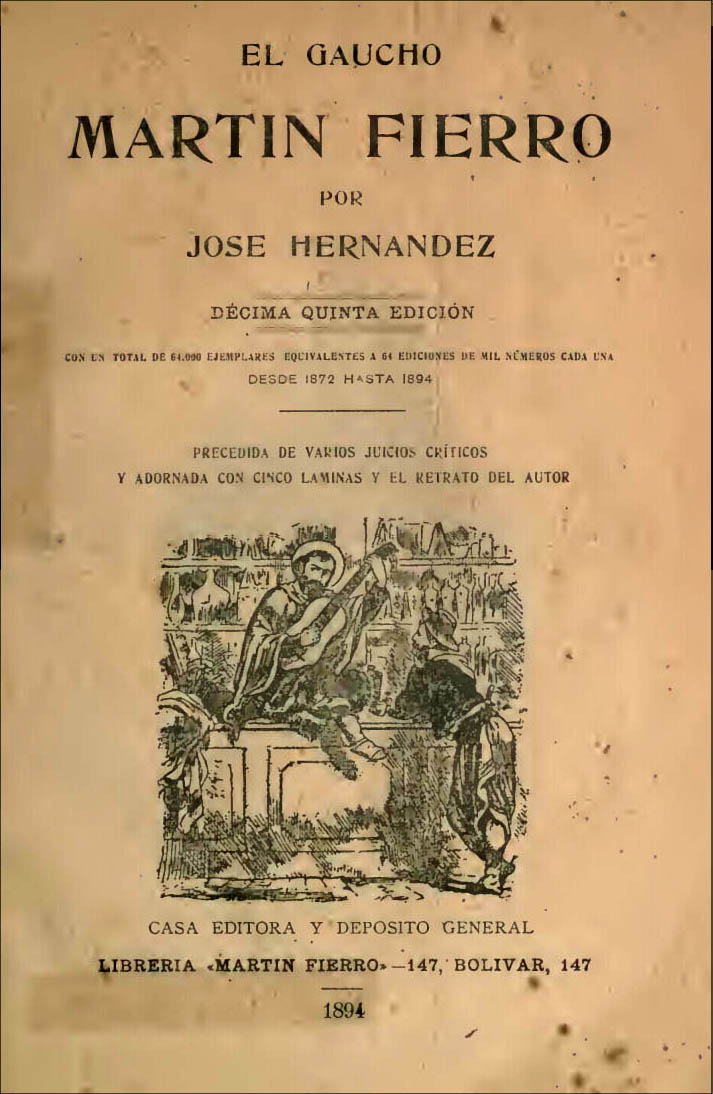
«Мартін Ф’єрро», видання 1894 року.

- «Мартін Ф’єрро» (1872, поема; вважається вершиною літератури гаучо і всієї реалістичної літерари Аргентіни XIX століття; український — 1987, перекладач В. Котульський);
- «Життя Чачо» (1875, художня біографія)
- «Два поцілунки» (1878, поема);
- «Повернення Мартіна Ф’єрро» (1879, поема);
- «Рекомендації землевласнику» (1881, трактат).